# Мансарда

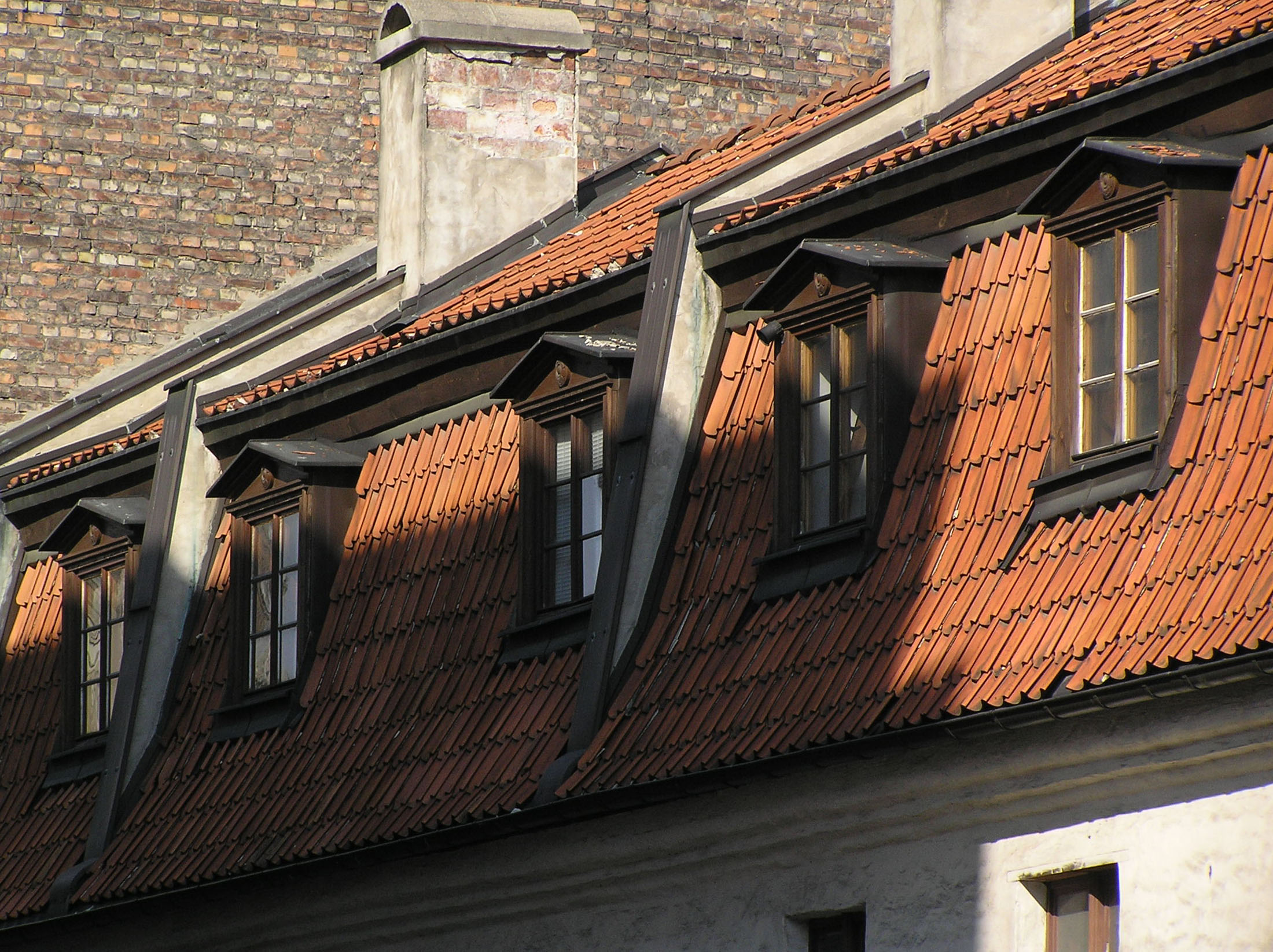
Мансарда

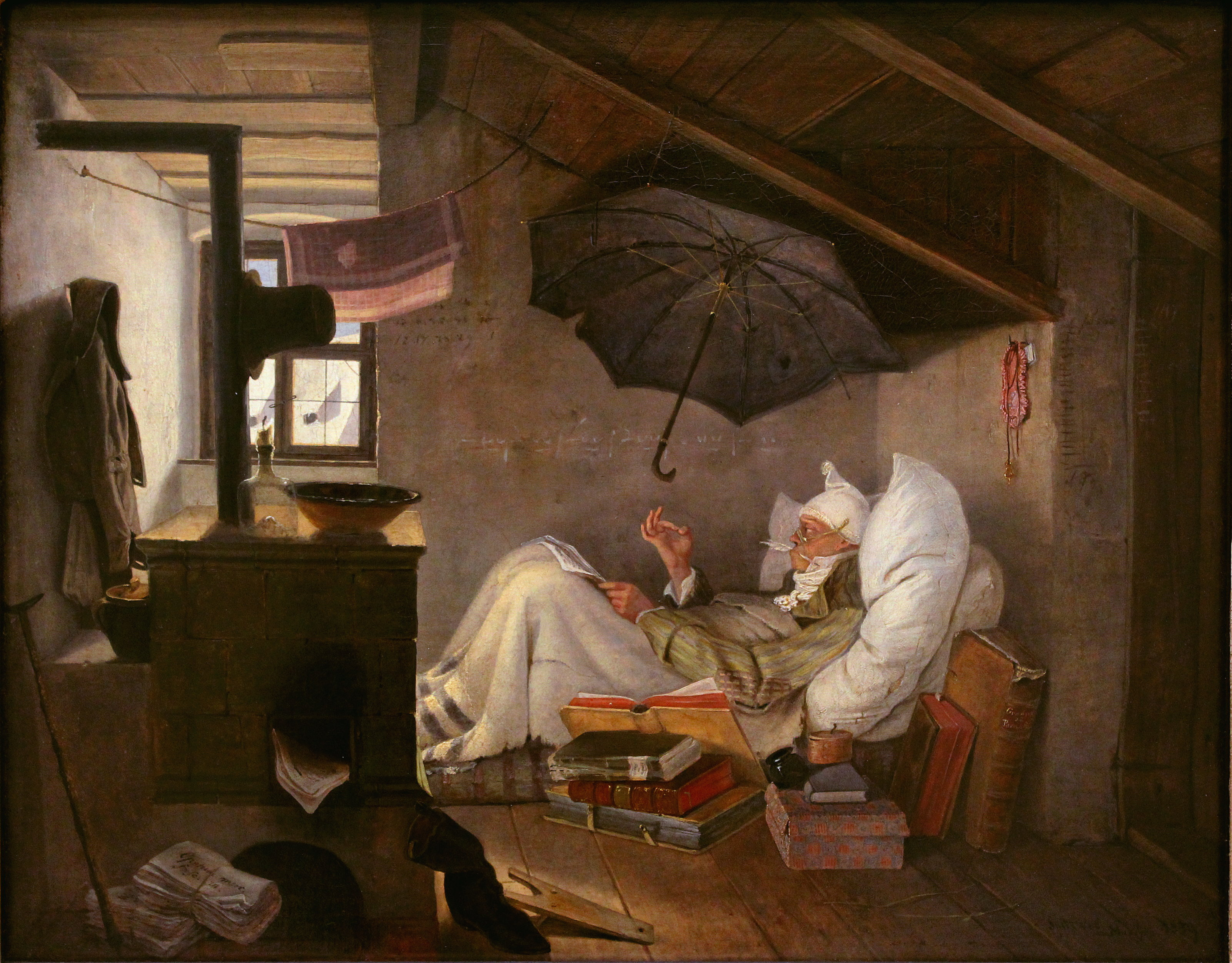
Мансарда в искусстве. «Бедный поэт», Карл Шпицвег, 1839

Мансарда, Мансард (от фр. mansarde), также мансардный этаж — эксплуатируемое чердачное пространство (как жилое, так и нежилое помещение), на последнем этаже дома (или его части) с покатой крышей.
Популярность домам (зданиям) с подобной архитектурой принёс француз Франсуа Мансар своей работой в Париже в середине XVII века. В 1630 году он впервые использовал подкровельное чердачное пространство для жилых и хозяйственных целей. С тех пор чердачный этаж под скатной крутой изломанной крышей носит название «мансарда» (по имени архитектора). С начала XIX века, в связи с индустриализацией и урбанизацией, в мансардах жили преимущественно бедные люди. Мансарды находят всё большее применение в современном строительстве. СП 54.13330.2011 «Здания жилые многоквартирные» трактует данную конструктивную часть здания следующим образом: «Этаж в чердачном пространстве, фасад которого полностью или частично образован поверхностью (поверхностями) наклонной, ломаной или криволинейной крыши».

## Конструктивные особенности
Большое разнообразие конструктивных решений мансард позволило оживить облик домов и предложить самый разнообразный функциональный набор жилых и хозяйственных помещений. К устройству мансард прибегали при строительстве дворцовых и замковых комплексов, а также рядовых домов (жилых, торговых, мастерских).
Геометрические формы мансард могут быть различными, иметь треугольный или ломаный силуэт, быть симметричными и несимметричными, располагаться по всей ширине здания или только по одну сторону от его продольной оси. При ломаной форме крыши нижней части мансарды придают крутой уклон (60°—70°), а верхней — пологий (15°—30°).
Мансардный этаж может занимать всю площадь здания, либо его часть, но, как правило, в пределах лежащих ниже стен базового здания. По отношению к наружным стенам мансарды могут располагаться в створе или выходить за их границы. При ограниченном выносе мансардного этажа его опирают на консольный вынос нижележащего перекрытия, при большом выносе — на дополнительные опоры (колонны, стенки, подвески).
Планировочные особенности связаны со структурой здания и с ниже расположенными помещениями. Выбор той или иной архитектурно-строительной системы мансардного этажа включает определение несущей конструкции и ограждения. При возведении мансардных этажей на реконструируемых зданиях рекомендуется выбирать лёгкие конструкции и материалы с учётом той нагрузки, которая будет перенесена на уже существующее здание.
Несущие конструкции мансард могут быть деревянными, металлическими и железобетонными. Применение деревянных конструкций мансард должно согласовываться со степенью огнестойкости здания. Наружные ограждения мансард могут быть полностью утеплёнными либо только в границах отапливаемых помещений с устройством в последних наклонных, ломанных или плоских потолков.

### Преимущества

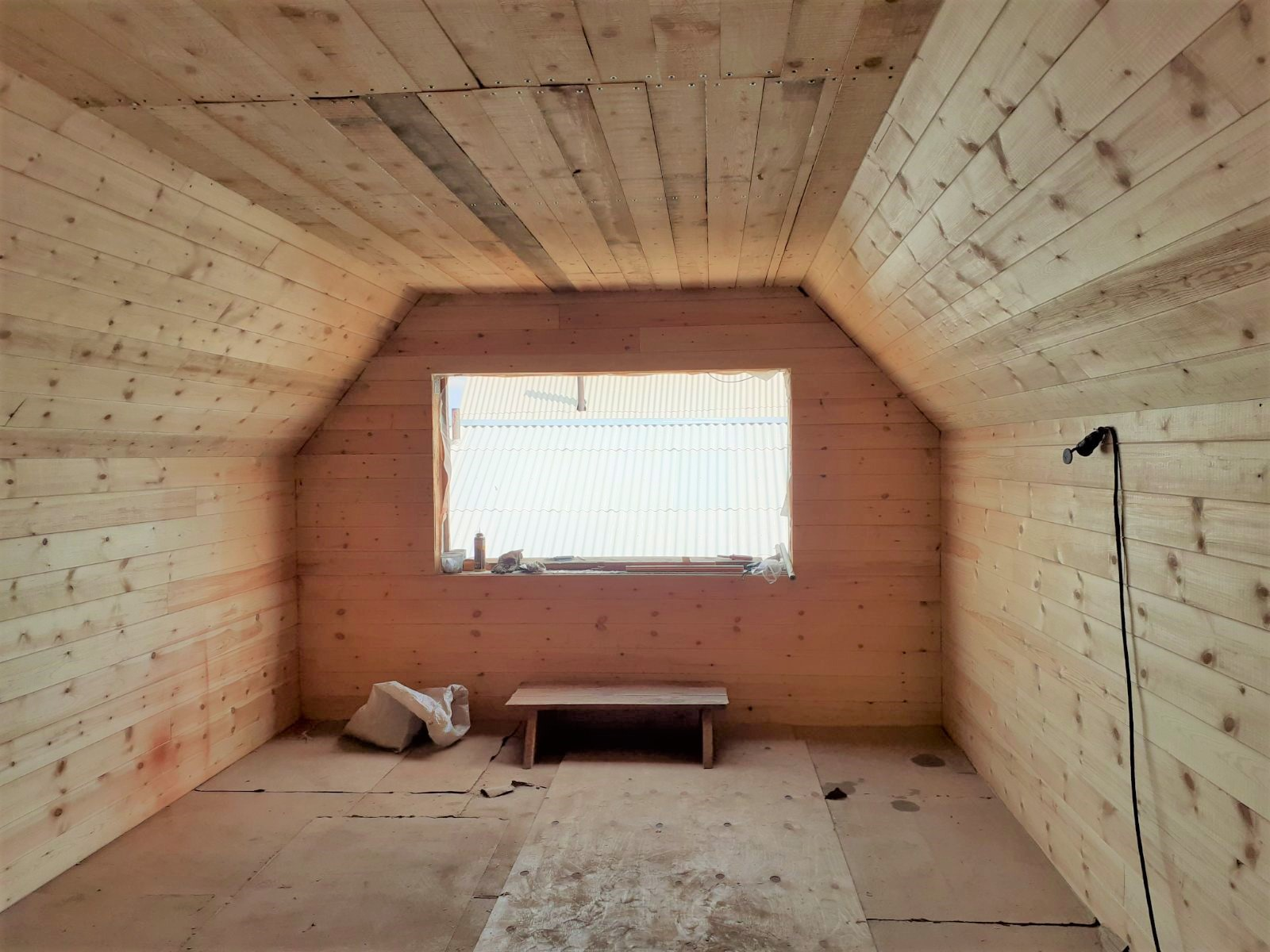
Мансарда в стадии строительства. Восточная Сибирь

- Использование инфраструктуры старого здания;
- Увеличение жилой площади за счёт использования чердачного помещения;
- Экономическая выгода — стоимость квадратного метра складывается из утепления и отделки, так как расходы на возведение кровли неизбежны;
- Решение проблемы уплотнительной застройки;
- Придание зданию завершённого вида, улучшение внешнего облика здания;
- Возможность установки мансарды в один или два уровня;
- Сокращение теплопотери через крышу, снижение энергопотребления всего дома в зимний период;
- Возможность надстройки без использования тяжёлой грузоподъёмной техники и без отселения жильцов;
- Более тёплый этаж по сравнению с фасадными;
- Скошенные потолки дают свободу дизайнерской мысли;
- Возможность создания лофта.

### Недостатки
- Потеря полезной площади помещения;
- Скошенные потолки, которые уменьшают высоту пристенка;
- Сложная и требовательная технология тепло- и гидроизоляции;
- Влияние квалификации строителей и проектировщиков на конечный результат.

## История мансарды
История мансарды началась в XVII веке. Связана она с именем знаменитого французского архитектора Франсуа Мансара. Несмотря на то, что до Мансара французские архитекторы (в частности, Пьер Леско) использовали высокие французские крыши для устройства в них жилых помещений, именно он наиболее часто стал использовать их для достижения декоративных эффектов. Одним из первых он снабдил крышу красивыми окнами и превратил чердак в апартаменты для не очень знатных гостей. Идея получила широкое распространение в Париже. Стало модно иметь жилую мансарду, а главное очень выгодно. Городские власти Парижа собирали налоги с домовладельца в зависимости от этажности. Но чердак этажом не считался, поэтому денег за него не брали.
В Россию мода на мансарды пришла в начале XVIII века вместе с архитектурой петровского барокко. В проевропейском Санкт-Петербурге многие здания стали проектировать и строить именно с мансардами. Но в это время они больше напоминали тёмные и душные «скворечники». Ведь тогда в практике строительства применялись громоздкие люкарны и дормеры. Много света они дать не могли, полноценно освещая только прилегающее к ним пространство. В патриархальной Москве мансарды были единичны.
В XX веке, в эпоху индустриального домостроения, когда в архитектуре доминировали плоские кровли, про мансарды практически забыли. С первой половины 1990-х годов, с появлением новых строительных материалов и технологий, мансарды в России стали приобретать большую популярность.